# Przydech mocny
Przydech mocny lub dasja (stgr. δασὺ πνεῦμα dasỳ pneûma; gr. δασεία dasía; łac. spīritus asper) – znak diakrytyczny używany w alfabecie greckim do 1982. Oznacza obecność głoski [h] (w przeciwieństwie do  przydechu słabego, nazywanego także psili, które oznacza jej brak).
Znak prawdopodobnie pochodzi od lewej strony litery H, który w niektórych archaicznych alfabetach greckich używano do zapisu głoski [h] (podobnie do psili).

## Użycie
Dasji używa się nad pierwszą samogłoską lub nad drugą samogłoską pierwszego dyftongu. Nad ypsilonem oraz ro na początku słowa zawsze stawiana jest dasja.

### Litery zawierające przydech mocny
Litery zawierające przydech mocny to: ἁ, ἇ, ᾇ, ᾁ, ἑ, ἡ, ἧ, ᾗ, ᾑ, ἱ, ἷ, ὁ, ῥ, ὑ, ὗ, ὡ, ὧ, ᾧ, ᾡ.